# Tyrell Goulbourne
Tyrell Goulbourne, född 26 januari 1994, är en kanadensisk professionell ishockeyforward som är kontrakterad till Philadelphia Flyers i National Hockey League (NHL) och spelar för deras primära samarbetspartner Lehigh Valley Phantoms i American Hockey League (AHL). Han har tidigare spelat på lägre nivåer för Reading Royals i ECHL och Kelowna Rockets i Western Hockey League (WHL).
Goulbourne draftades i tredje rundan i 2013 års draft av Philadelphia Flyers som 72:a spelare totalt.

## Statistik
| 2007–2008  | CAC Canadians          | AMBHL      | 32  | 2  | 1  | 33  | 20  | —  | — | — | —  | —  |
| 2008–2009  | CAC Canadians          | AMBHL      | 28  | 6  | 9  | 15  | 62  | —  | — | — | —  | —  |
|            | CAC Canadians          | AMMHL      | 2   | 1  | 0  | 1   | 0   | —  | — | — | —  | —  |
| 2009–2010  | CAC Edmonton Canadians | AMHL       | 31  | 13 | 13 | 26  | 85  | 2  | 0 | 0 | 0  | 2  |
|            | Kelowna Rockets        | WHL        | 5   | 0  | 1  | 1   | 0   | —  | — | — | —  | —  |
| 2010–2011  | CAC Edmonton Canadians | AMHL       | 26  | 10 | 16 | 26  | 69  | —  | — | — | —  | —  |
|            | Kelowna Rockets        | WHL        | 13  | 1  | 0  | 1   | 27  | 6  | 0 | 0 | 0  | 6  |
| 2011–2012  | Kelowna Rockets        | WHL        | 63  | 6  | 8  | 14  | 109 | 4  | 0 | 0 | 0  | 2  |
| 2012–2013  | Kelowna Rockets        | WHL        | 64  | 14 | 13 | 27  | 135 | 11 | 1 | 2 | 3  | 15 |
| 2013–2014  | Kelowna Rockets        | WHL        | 68  | 17 | 20 | 37  | 135 | 14 | 2 | 3 | 5  | 23 |
| 2014–2015  | Kelowna Rockets        | WHL        | 62  | 22 | 23 | 45  | 76  | 12 | 1 | 1 | 2  | 23 |
| 2015–2016  | Lehigh Valley Phantoms | AHL        | 73  | 7  | 10 | 17  | 75  | —  | — | — | —  | —  |
| 2016–2017  | Lehigh Valley Phantoms | AHL        | 24  | 1  | 0  | 1   | 24  | 1  | 0 | 0 | 0  | 7  |
|            | Reading Royals         | ECHL       | 36  | 8  | 11 | 19  | 35  | —  | — | — | —  | —  |
| 2017–2018  | Philadelphia Flyers    | NHL        | 2   | 0  | 0  | 0   | 0   | —  | — | — | —  | —  |
|            | Lehigh Valley Phantoms | AHL        | 34  | 6  | 4  | 10  | 38  | —  | — | — | —  | —  |
| NHL totalt | NHL totalt             | NHL totalt | 2   | 0  | 0  | 0   | 0   | —  | — | — | —  | —  |
| AHL totalt | AHL totalt             | AHL totalt | 131 | 14 | 14 | 28  | 137 | 1  | 0 | 0 | 0  | 7  |
| WHL totalt | WHL totalt             | WHL totalt | 275 | 60 | 65 | 125 | 461 | 47 | 4 | 6 | 10 | 69 |